# Limonia kumbu
Limonia kumbu är en tvåvingeart som beskrevs av Günther Theischinger 1994. Limonia kumbu ingår i släktet Limonia och familjen småharkrankar. Inga underarter finns listade i Catalogue of Life.